# Erdem Özgenç
Erdem Özgenç (* 22. August 1984 in Hendek, Sakarya) ist ein türkischer Fußballspieler.

## Karriere
Erdem Özgenç begann mit dem Vereinsfußball mit 14 Jahren in der Jugend von Yoncaspor und durchlief dann die Jugendmannschaften von İdealtepe SK, İstanbulspor und Fenerbahçe Istanbul. In der Saison 2004/05 unterschrieb er beim damaligen Drittligisten Maltepespor einen Profi-Vertrag und verließ die Jugend von Fenerbahçe. Bei Maltepespor bekam er gleich einen Platz in der Startelf und spielte hier eine Spielzeit.
Eine Saison später wechselte er zum Viertligisten Etimesgut Şekerspor. Mit seiner neuen Mannschaft gelang ihm in seiner ersten Saison der direkte Aufstieg in die dritthöchste türkische Spielklasse.
Ab der Mitte der Saison 2006/07 spielte er für eine halbe Saison bei seinem alten Verein Maltepespor.
Zur Spielzeit 2007/08 heuerte er beim Zweitligisten Kartalspor für eine Spielzeit an.
2008/09 wechselte er innerhalb der Liga zu Boluspor. Hier spielte er Spielzeiten lang und verpasste mit seinem Verein zweimal den Aufstieg in die Süper Lig.
Zur Spielzeit 2011/12 wechselte er eine Spielklasse höher zum nordanatolischen Verein Kardemir Karabükspor.
Nachdem Karabükspor im Sommer 2015 den Klassenerhalt in der Süper Lig verfehlt hatte, wechselte Özgenç zum Ligarivalen Bursaspor. Zur Saison 2017 wurde er vom Zweitligisten MKE Ankaragücü verpflichtet.

## Erfolge
Mit MKE Ankaragücü
- Vizemeister der TFF 1. Lig und Aufstieg in die Süper Lig: 2017/18